# Casillas de Flores
Casillas de Flores és un municipi de la província de Salamanca a la comunitat autònoma de Castella i Lleó. Limita al Nord amb Puebla de Azaba, a l'Est amb Fuenteguinaldo, al Sud amb El Payo i Navasfrías, a l'Oest amb Sabugal i al Nord-oest amb La Alberguería de Argañán.

## Demografia
| 1991 | 1996 | 2001 | 2004 |
| ---- | ---- | ---- | ---- |
| 331  | 297  | 245  | 234  |